# Tyrone Jefferson
Tyrone Jefferson (New York, 5 juli 1953) is een Amerikaanse jazz, soul- en r&b-muzikant (trombone, piano), componist, arrangeur en producent. In de loop van zijn carrière heeft hij samengewerkt met acts als James Brown, Public Enemy, LL Cool J en anderen.

## Biografie
Tyrone Jefferson werd geboren op 5 juli 1953 in Manhattan. Op jonge leeftijd verhuisde zijn familie naar Charlotte (North Carolina), waar hij geïnteresseerd raakte in jazz. Op de middelbare school begon hij piano te spelen en vervolgens trombone. Jefferson behaalde een bachelor in elektrotechniek van de North Carolina Agricultural and Technical State University, een master in management-informatiesystemen van de Pace University en een professioneel certificaat in arrangeren en compositie van het Berklee College of Music.
Op de middelbare school leidde Jefferson zijn eigen band met een trompettist, tubaspeler, tenorsaxofonist en drie percussionisten. Gedurende deze tijd experimenteerde hij ook met songwriting en het arrangeren van verschillende instrumenten. In de vroege jaren 1970 trad Jefferson toe tot het leger. Hij voltooide een driejarige tournee in Kaiserslautern, Duitsland, waar hij uiteindelijk saxofonist Norwood 'Pony' Poindexter zou ontmoeten. Poindexter zou Jefferson later uitnodigen om zich bij hem te voegen als trombonist tijdens zijn zondagsessies in een club in Frankfurt am Main. Jefferson ontwikkelde zijn muzikale vaardigheden toen hij begon te werken met een aantal Duitse bands in verschillende genres.
Bij zijn terugkeer in de Verenigde Staten begon Jefferson met het arrangeren van live jazzoptredens bij Damian's in Augusta (Georgia). Deze optredens kregen de naam 'Sittin' in' en hielpen zijn plaats in het lokale jazzcircuit te verstevigen. In 1976 kreeg hij van percussionist Johnny Griggs de kans om met James Brown op tournee te gaan als regisseur van zijn band The J.B.'s. Nadat zijn deelname aan de tournee was beëindigd, ging hij samenwerken met tientallen muzikanten, waaronder James Brown, rappers Public Enemy, hiphopartiest L.L. Cool J en gospelartieste Heather Headley. Hij trad op in Argentinië, Brazilië, Canada, Europa, Japan, Marokko en het Caribisch gebied, en op locaties zoals het Apollo Theater, het Lincoln Center, het Greek Theatre en het Staples Center.
Jefferson sloot zich ook aan bij Frank Fosters jazzensemble Living Colour: 10 Shades of Black en Slide Hamptons World of Trombones. Zijn werk als trombonist, songwriter en componist en zijn toewijding aan de Afro-Amerikaanse geschiedenis en cultuur hebben geleid tot profielen in de tijdschriften Carib, Black Elegance, Sister-to-Sister, Charlotte Magazine en Jet. Jefferson was een van de componisten, die in opdracht van de Franse minister van cultuur in 1984 A Hymn for World Peace schreef. Hij is ook te horen in Digging: The Afro-American Soul of American Classical Music van Amiri Baraka (2009).

## Discografie
- 1990: Alex Bugnon – Head Over Heels – Trombone
- 1991: James Spaulding – Songs of Courage (Muse) – Trombone
- 1991: Errol Parker – Errol Parker – Trombone
- 1991: Public Enemy – Apocalypse 91...The Enemy Strikes Black – Hoorns
- 1992: Pee Wee Ellis – Blues Mission – Trombone
- 1994: Errol Parker – Remembering Billy Strayhorn – Trombone
- 1995: James Brown – Live at the Apollo – Trombone
- 1998: Mark Ledford – Miles 2 Go – Trombone
- 1998: James Brown – Dead on the Heavy Funk (1975–1983) – Trombone
- 2009: Heather Hedley – Audience of One – Trombone, Horn Arrangements